# 保羅·基廷
保羅·約翰·基廷（英語：Paul John Keating，1944年1月18日—），澳大利亚政治家，1991年－1996年出任第24任澳洲总理。現於新南威尔士大学擔任公共政策学客座教授。

## 生平
1944年出生于悉尼西南郊賓士鎮的工人階級家庭，父親是鍋爐工人及工會幹部。基廷中學就讀天主教教會學校，15歲初中畢業后即輟學，在悉尼電氣局擔任薪資出納，同年（1959年）加入澳大利亚工党，隨後在工會擔任研究助手。自1966年起，担任澳大利亚工党新南威尔士青年会会长，同時業餘擔任搖滾樂隊經紀人。1969年，年方25歲当选为澳大利亚联邦众议院议员，代表位于悉尼的布莱斯蘭选区，選區即包括其家鄉賓士鎮。
1975年基廷曾在澳大利亚总理高夫·惠特拉姆政府中短暫任职北領地部長。其後工党在联邦大选中大败，基廷转而在影子内阁中，同时担任农业部、矿产能源部部長的发言人。在此期间基廷同时担任澳大利亚工党新南威尔士州的负责人。1983年工党在霍克的领导下赢得大选上台执政；基廷被任命为内阁財政部長，擔任長達八年。
1991年，為免執政工黨在大選慘敗，基廷逼宮要求霍克辭職，並在黨內其他資深人士支持下繼任總理。1993年他領導工黨在大選中獲勝，但他在第二任任期內，由於他的「經濟理性主義」政策不討好，特別是他為了避免經濟泡沫化而刻意追求經濟衰退的看法被認為和一般民眾脫節，導致1996年的選舉中工黨遭到慘敗，工黨結束長達13年的執政，基廷其後退出政坛。

## 政治观点
基廷是工黨的共和派，支持澳洲成為獨立的共和制國家，不再奉由英國君主兼任的澳洲君主為國家元首。他在女王伊利沙伯二世到訪時曾在大庭廣眾扶女皇的腰而被指為對女皇不敬。
2019年他参加《澳大利亚人报》主办的“战略论坛”活动并发表演讲，其作為國際現實主義者反對2017年起澳洲一些人和媒體煽動的反中國思維，其認為太多人不肯面對兩項現實：
1. 中國注定成為世界最大經濟體和至少亞洲區的主導者，工业革命打破了人口与GDP之间的联系，少人口國家能靠工業機器對抗大人口國，但随着资本和技术的转移現在各國都有工業力量，全球化恢复了这种联系。现在人口再次成为GDP的主要驱动力，而中国的人口是美国的4倍，世界各國遲早要面對這一現實。
2. 误认为中国的技术成就几乎完全靠盗窃西方，但中国的现代技术进步在很大程度上是本土发展的，所以美國的脫鉤戰術不會有效，很可能最後還是科技第一大國。

而澳大利亚外交的灵活性這幾年受到安全部门的影响，是它们在给外交政策定基调。而它们大肆鼓噪的“中国威胁”让澳大利亚过于依赖美国，忽視這兩點事實。媒体也没有履行其社会责任，因为它们没有向自己的受众展示中国及其在全球所扮角色的平衡而客观的图景，中国现在和将来都是亚洲的主要经济实力，任何非亚洲经济力量或军事力量都不可能动摇这一地位。很遺憾“我们设有各个政府部门和内阁，是为了复杂主题带来更好和兼收并蓄的智慧。外交政策的微妙性和灵活性正被一群实际上把持国家外交的安全机构之敵我憎恶所取代”最終澳洲可能犯下戰略型錯誤，無法同時交好中美兩國的平衡位置而得罪中國導致喪失在亞洲的眾多利益，而本世紀經濟增長點無疑是在歐亞大陸而非北美。
2021年9月，在美國、英國和澳大利亞宣佈建立AUKUS三邊軍事同盟後，基廷批評該聯盟，稱“澳大利亞背棄了21世紀的亞洲世紀，而迎合正在褪色的盎格魯世界”。他批評美國將核子潛艦輸出到澳洲，目的是幫助美國，而不是保護澳洲。他表示等到核潛艦造成功之後，已經是舊到該被淘汰的軍備，核潛艦也是在美國建造，不存在技術轉讓，根本不可能達到促進澳洲自身的國防工業的獨立和進步，反而只是讓澳洲成為美軍的「分隊」，盲目地把國家拖入與自身利益無關的戰爭。基廷繼續批評工黨的反對黨外交事務發言人黃英賢，指責工黨反對黨與自由黨政府串通一氣，歪曲中國的外交政策。

## 政绩与荣誉
任职财政部長的八年期间，基廷主导并实施了一系列的重大经济改革，给澳大利亚的经济发展产生了长远的影响。这些改革包括，解除对金融市场的管制、货币政策的改革、税制改革，以及废除贸易保护主义壁垒等；他解除了政府对航空、电信等行业的管制，构建了国家权力统治的框架。为此，基廷一直被视为澳大利亚的一位改革派財長。
1991年，在基廷出任联邦总理后，他继续推进一系列的改革措施，包括有组建国家训练总署、建立全国性的退休金计划体系以调整过低的国家储蓄额和低迷的劳动力市场；试图解决澳大利亚长期的失业问题。还有，基廷政府对性別歧视進行立法並进行了审查和修改，正式承认澳大利亚原住民对于土地所有的传统主权。
内政上，他多次提议进行制度改革，以使澳大利亚向共和制的国家靠拢。外交上，基廷一直努力加强澳大利亚和周边亚洲地区国家的关系；他还在亚太经合组织的组建过程和初期运行中，扮演了积极的角色，倡议以区域自由贸易为目的的领导人年会。
基廷是日本慶應義塾大學，新加坡国立大学和新南威尔士大学的名誉法学博士。